# Eternal Rest
Eternal Rest es una canción de la banda Avenged Sevenfold proveniente de su segundo álbum "Waking the Fallen", siendo la sexta canción del álbum.
La canción dura 5:12 s y fue escrita, en general, por The Rev y M. Shadows quienes eran los que generalmente escribían  las canciones.. Fue producida, al igual que todo el álbum, por Murdock y Fred Archambault.
La canción comienza de una forma fuerte, con la mezcla de sonidos de las guitarras de Synyster Gates y Zacky Vengeance. Si leemos su letra, esta canción habla de almas de personas y principalmente niños que buscan venganza y, por así decirlo, asustar y destruir a los demás. En esta canción The Rev (baterista) es el principal vocalista de fondo, mientras M. Shadows canta, se escucha una voz de fondo gritando de vez en cuando frases como "Go Now Run and Hide" o en el coro "Dark in their hearts, I can feel it burn inside of me, tormented young with no souls haunting me, pain in their lives, all they know is misery"
Esta canción tiene un importante reconocimiento, ya que en ella el guitarrista líder del grupo, Synyster Gates recibió un reconocimiento por la revista musical Rolling Stone por su reconocible solo de guitarra, nombrado como 'uno de los más rápidos de la historia del metal'.
- Datos: Q5850010